# 盧旺達庇護計劃

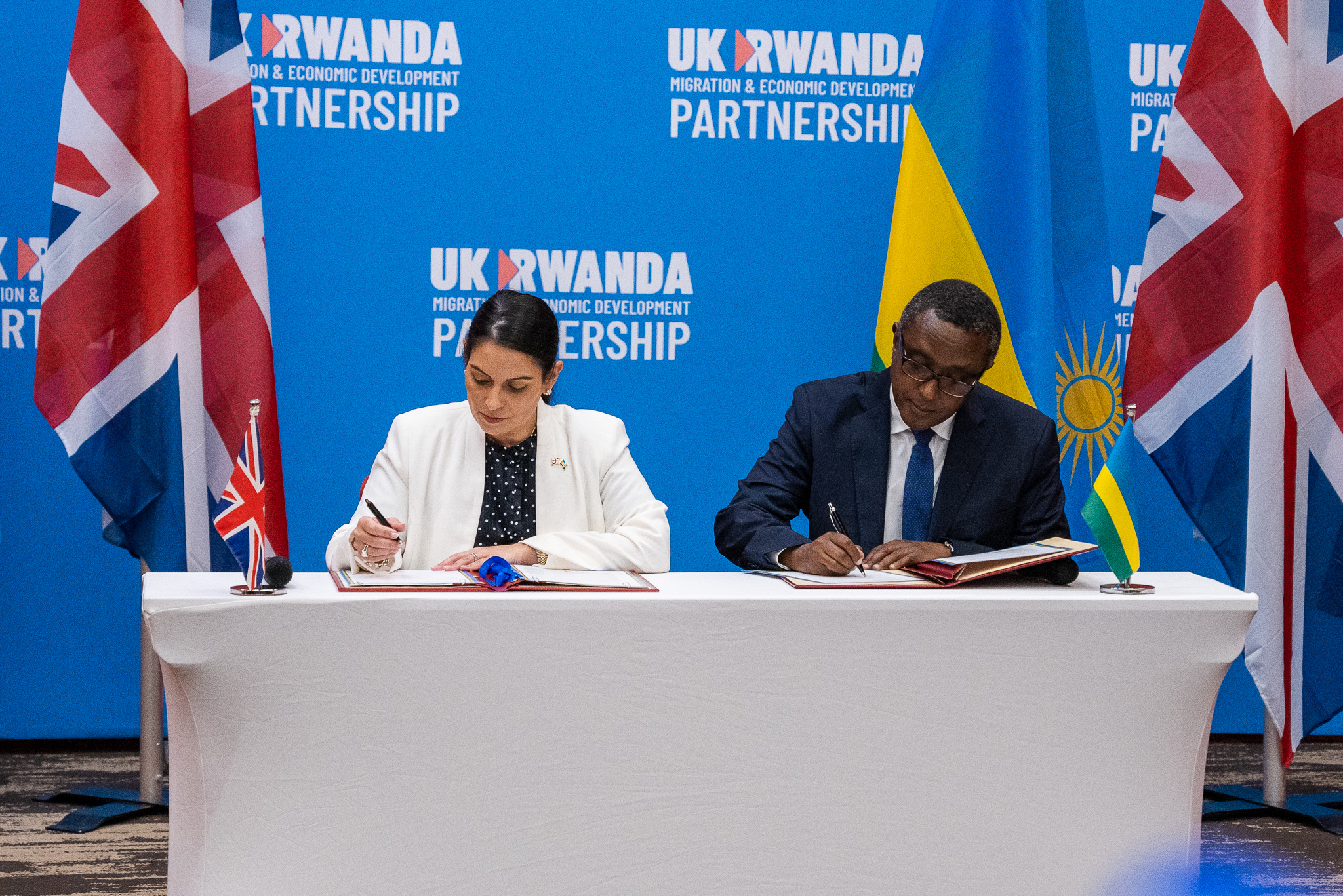
英国内政大臣彭黛玲（左）和卢旺达外交部长Vincent Biruta（右）于2022年4月14日共同頒布该政策

卢旺达庇护计划（英語：Rwanda asylum plan）， 正式名為英国和卢旺达移民与经济发展伙伴关系（英語：UK and Rwanda Migration and Economic Development Partnership）， 俗稱卢旺达安置计划、卢旺达计划和卢旺达安排（Rwanda deal），是英國政府首先提出的移民政策，被英国认定为非法移民或寻求庇护者的人士，将被重新安置到卢旺达，以进行辦理、庇护和重新安置。 该计划下的首次航班定于2022年6月14日起飛，并已获得高等法院的法律许可，但在起飛前被欧洲人权法庭叫停。最終於2023年11月被上訴庭裁定非法。
英国表示，該國仍将根据具體移民的情况而決定是否允許該移民在英國庇護。卢旺达表示，他们不会接受有犯罪记录的移民，也不会接受整個移民家庭或任何未成年人。
基尔·斯塔默就任英国首相後於2024年7月6日宣佈废除卢旺达计划。

## 概述
该政策由英国首相鲍里斯·约翰逊在一次演讲中宣布，并于2022年4月13日由英国内政大臣普丽蒂·帕特尔和卢旺达外交部长樊尚·比魯塔共同頒布，該計劃为期五年。 其既定目标是减少英倫海峡的移民过境量，制止人口走私，並促进卢旺达的投资和发展。 约翰逊表示，这将“拯救无数生命”，并将打破“卑鄙的人口走私者”的商业模式。 英国将向卢旺达支付总额为1.2亿英镑的“经济转型和融合基金”（economic transformation and integration fund），英國还将为每位移民提供20,000至30,000英镑的资金，用于他们的搬迁和临时住宿。
移民抵达卢旺达后，當其申请庇护時，他們将被临时安置在該國首都吉佳利。 如果申請成功，移民将获得该国的永久居留權，並获得永久居所。一旦进入卢旺达，移民将不被允许返回英国寻求庇护。 

## 執行
2022年5月14日，约翰逊在接受《每日郵報》采访时表示，有50名移民已被告知将在未来两星期内必須前往卢旺达。
2022年6月14日，該航班原定於當晚從英格蘭東南部一個空軍基地起飛並飛往盧旺達首都基加利，原定130人要登上這架飛機，但最終降至7人，當中包括至少30名成功辯稱不應以健康或人權為由遭驅逐至盧旺達的移民。但在出發前，歐洲人權法院頒布禁制令，禁止英國政府將一名伊拉克男子送到盧旺達。這名男子以在伊拉克有生命危險為由，2022年5月於英國申請庇護。但當局5日後發出意向通知書，指内政部認為無法接受其庇護申請，並會將其安置到盧旺達。但看守所的醫生報告指，該名男子可能曾遭受酷刑，不過當局仍決定14日要將他遣送至盧旺達。歐洲人權法院表示，法院特別考慮到由英國遣送至盧旺達的尋求庇護者，將無法獲得公平有效的裁決程序。法院指英國政府在申請人司法覆核程序完成之前都不應將其遣送至盧旺達。法院發出禁制令後，英國取消首班遣送難民航班。
英國內政大臣普丽蒂·帕特尔對歐洲人權法院介入事件表示驚訝，並對最後關頭法律挑戰，導致航班未能出發表示失望。她重申法律團隊正檢視所有決定，當局已展開下一個遣送航班的籌備工作。
2023年3月18日，英国内政大臣柏斐文和卢旺达外交部长签署了一份協議，其中涉及將英國的非法移民安置在盧旺達。
12月5日，英國內政大臣詹姆士·柯維立簽署與盧安達政府簽署一項新條約，稱該條約將克服早前法院法院裁決，而盧安達不會將尋求庇護者驅逐到一個生命或自由將受到威脅的國家，以回應法院的關切。英國政府準備緊急立法，宣佈盧安達是一個安全的國家，並制定法案，使法院無視《人權法》的部分條款和其他英國法律或國際規則，如《國際難民公約》。但法案未有受整個《歐洲人權公約》的約束，其允許移民以特定的個人理由，合法挑戰將他們轉移到盧安達，若他們能夠證明被送上飛機會使他們面臨嚴重傷害的真正風險。有關法案須待國會通過。
2024年4月22日，卢旺达法案在英国议会获得通过
。
2024年7月6日，英国新任首相基尔·斯塔默宣佈废除卢旺达计划，並表示此計劃已「壽終正寢」（dead and buried）。

## 法律挑战
代表將被驅逐出境的移民的「公共和商業服務聯盟」（PCS），以及移民慈善機構Care4Calais和Detention Action向高等法院起訴。他們認為盧旺達庇護計劃不合法，而且擔憂移民可能會在盧旺達受到迫害，而且盧旺達的庇護制度也存在缺陷。這些團體要求法院在最后一刻发出禁令，以阻止2022年6月14日首班移民航班飛往盧旺達。 然而，高等法院于2022年6月10日拒绝採納團體的要求，而且表示目前沒證據顯示盧旺達會對移民做出任何違反英國人權法的行為，並支持政府的說辭，即有關政策符合「重大公眾利益」。2022年12月19日，英国最高法院判决称，将偷渡者运往卢旺达的项目合法。
2023年3月14日，來自伊朗、伊拉克和敘利亞等的10名尋求庇護人士宣稱未能考慮其送往盧旺達後的風險，獲上訴庭法官批准對內政部提出法律質疑。6月29日，英國上訴法院法官以二比一多數裁定盧旺達庇護計劃為非法，指盧旺達沒有提供足夠的保障措施來證明其是「安全的第三國」， 英國政府將尋求庇護者送往盧旺達處理其申請是非法的，認為，將政策違反《歐洲人權公約》第3條，「除非政府庇護程序的缺陷得到糾正」，法官也強調其一致認為盧旺達政府的保證是「善意的」。
2023年11月15日，英国最高法院裁定，英国政府推出的卢旺达计划非法。

## 回應

### 英国
YouGov的一项民意调查显示，42%的受访者不同意该计划，35%的人則表示支持。大多数保守党支持者同意该计划，而大多数留歐支持者、自由民主党支持者和工党支持者反对该计划。蘇格蘭、伦敦以及英國的一些年轻人則強烈反对该计划。相比之下，老年人的支持比例最多。
政策宣布当天，有人在英國內政部外举行示威活动，慈善机构警告英國當局卢旺达曾犯下過侵犯人权的行为。 
《衛報》、《每日镜报》和《I》称该计划“不人道”和“残忍”，而《每日郵報》表示該計劃的批评者主要來自“左翼律师”。 
英國內政部常任秘書Matthew Rycroft对该计划是否能夠阻止移民湧入英國表示怀疑。 坎特伯雷大主教贾斯汀·韦尔比在复活节星期天的布道中表示，该计划引发了“严重的道德问题”，不符合“上帝的审判”。  2022年，《泰晤士报》报道称，查尔斯王子私下裡認為该计划“骇人听闻”，并担心这会使6月23日在卢旺达举行的英联邦政府首脑会议黯然失色（屆時王子将代表女王參加会议） ；王室方面就查爾斯王子的表態作出回應，重申查理斯王子應保持政治中立。
2023年3月18日，数千名抗议者在英国舉行抗議，他們反對政府將非法移民安置在盧旺達。
2023年12月7日，原入境事務國務大臣鄭偉祺向政府請辭，就計劃有「強烈分歧」。

### 卢旺达
卢旺达反对派领导人Victoire Ingabire Umuhoza批评该政策是在幫英國人处理他們的內政问题，而卢旺达當局应首先解决自己的國內问题。她还声称卢旺达没有为接收新移民做好准备：“如果我们的人民自己都没有足够的食物，如果我们的孩子或卢旺达的孩子自己都因为贫困而無法上学，卢旺达人将如何为难民的孩子提供教育？” 

### 国际
联合国难民事务高级专员“坚决反对”有關政策， 认为该政策是非法、有偏见和不切实际的。其助理高级专员Gillian Triggs表示，英国“试图将其负担转移给发展中国家”，该政策“不符合英国的国际法律责任”。她呼吁英国應吸納更多的合法移民。 
6月14日，聯合國難民事務高級專員格蘭迪再度抨擊協議「完全錯誤」。格蘭迪說：「這完全是錯誤的，這個協議，基於種種原因。」同時指，英國是《難民地位公約》締約國，但仍將責任轉嫁給其他國家，形容此舉是卸責行為，並形成災難性的先例。 